# Кобликов, Александр Семёнович
Александр Семёнович Кобликов (3 июня 1924 — 11 декабря 2001) — советский и российский юрист; доктор юридических наук, профессор; Заслуженный деятель науки РСФСР, заслуженный юрист РСФСР, полковник юстиции.

## Биография
Родился 3 июня 1924 г. в деревне Секиотово.
В 1941 году окончил 10-й класс средней школы, в 1943 — Московское военно-инженерное училище. Служил в том же училище на должности комсорга батальона курсантов, затем парторга.
В 1951 году с золотой медалью окончил Военно-юридическую академию, в 1954 — адъюнктуру той же академии, защитил кандидатскую диссертацию на тему «Судебное следствие в советском военном трибунале». В 1954—1956 годы — преподаватель, старший преподаватель кафедры судебного права, затем — кафедры судебного права и криминалистики академии.
С 1956 года служил в Военно-политическую академию им. В. И. Ленина: старший преподаватель кафедры судебного и уголовного права, кафедры военно-юридических дисциплин; заместитель начальника кафедры уголовного права, процесса и криминалистики. С 1974 года — начальник кафедры уголовного права и процесса военно-юридического факультета Военного института Министерства обороны СССР.
С 1987 года, выйдя в отставку в звании полковника юстиции, работал профессором кафедры уголовного права и процесса Военного Краснознаменного института (впоследствии — Военного университета).
Александр Семенович обладал уникальным педагогическим опытом — его педагогический стаж около 50 лет. Во многих уголках России и ближнего зарубежья трудятся его ученики в самых различных воинских званиях и рангах, обеспечивая законность и правопорядок в войсках.
Активный участник рабочих комиссий по разработке отечественных законодательных актов в области судоустройства и судопроизводства. Научность, взвешенность его позиции в данной деятельности нередко способствовали выработке правильного решения, что можно также отнести и к его участию в работе Научно-консультативного совета при Верховном Суде СССР и России (участвовал в разработке УПК РСФСР).
Умер 11 декабря 2001 года.
Призван на военную службу 13.08.1942 г. Богородским РВК Горьковской области.
Воинские звания
- Младший лейтенант (Приказ НИВ КА № 0888 от 12.11.1943).
- Лейтенант (Приказ НИВ КА № 0515 от 11.05.1944).
- Старший лейтенант (Приказ Гл. ПУ ВС № 0678 от 24.07.1947).
- Капитан юстиции (Приказ Гл. ПУ ВС № 0751 от 22.08.1950).
- Майор юстиции (Приказ МО СССР № 05518 от 1.10.1953).
- Подполковник юстиции (Приказ нач. Гл. ПУ МО № 59 от 11.10.1957).
- Полковник юстиции (Приказ МО № 0953 от 2.07.1963).

Должности
- Курсант Московского Военно-инженерного училища МВО.
- Комсорг батальона курсантов Московского Военно-инженерного училища МВО.
- Парторг Московского Военно-инженерного училища МВО.
- Слушатель ВЮА (Приказ Гл. ПУ ВС № 03096 от 14.11.1946).
- ВРИО адъюнкта по кафедре судебного права (Приказ ВЮА № 044 от 1951).
- Адъюнкт кафедры судебного права (Приказ Гл. ПУ ВС № 0441 от 1951).
- Преподаватель кафедры судебного права (Приказ Гл. ПУ ВС № 02087 от 5.05.1954).
- Преподаватель кафедры судебного права и криминалистики (Приказ МО СССР № 05219 от 26.10.1954).
- Старший преподаватель кафедры судебного права и криминалистики (Приказ Нач. Гл. ПУ МО № 0714 от 7.08.1956).
- Старший преподаватель кафедры судебного и уголовного права ВПА им. Ленина (Приказ ГЛ. ПУ № 270 от 24.12.1958).
- Старший преподаватель кафедры военно-юридических дисциплин ВПА им. Ленина (Приказ Гл. ПУ № 0483 от 24.08.1960).
- Зам. Начальника кафедры уголовного права, процесса и криминалистики ВПА им. Ленина (Приказ Гл. ПУ № 0506 от 6.10.1962).
- Зам. Начальника кафедры уголовного права, процесса ВПА им. Ленина (Приказ Гл. ПУ № 038 от 11.02.1970).
- Начальник кафедры уголовного права и процесса военно-юридического факультета Военного института (Приказ Гл. ПУ № 0185 от 3.10.1974).

Приказом МО № 0853 от 9.09.1987 по ст. 60 п. «а». уволен в отставку с правом ношения военной формы одежды. Прослужил в Вооруженных Силах 45 лет, 1 месяц и 21 день.

## Научная деятельность
В 1954 году защитил кандидатскую, в 1968 — докторскую диссертацию. Доцент (1956), профессор (1970).
Основные направления исследований:
- уголовно-процессуальное право,
- организация суда и прокуратуры,
- военное право,
- юридическая этика.

Под руководством А. С. Кобликова подготовлено 19 диссертаций.
Автор более 200 научных работ, среди которых более 10 учебников и монографий.

### Избранные труды
- Судебное следствие в советском военном трибунале. Дис… канд. юрид. наук. — М.: ВЮА, 1954.
- Осуществление правосудия военными трибуналами СССР. Дис… докт. юрид. наук. — М., 1968.
- Конституционные принципы правосудия в СССР : Учебное пособие / А. С. Кобликов. — М.: Военный Краснознаменный институт, 1980. 66 с.
- Уголовный процесс: Учебник. — М., 1999.
- Уголовный процесс: Учебное пособие. — М., 1999.
- Юридическая этика: Учебник для вузов. — М.: Норма, 2000. — 168 с.;
  -  — М., 2004. — 166 с.; М., 2008. — 176 с.
- Военные суды России: Учебное пособие. — М., 2001.
- Избранное: Юридическая этика. Военные суды России. — М.: Норма, 2005. — 272 с.

## Награды
- Орден Красной Звезды
- Медаль «За боевые заслуги»
- Медаль «За оборону Москвы»
- Медаль «За победу над Германией»
- Юбилейная медаль «30 лет Советской Армии и Флота»
- Медаль «В память 800-летия Москвы»